# Karl Pflomm
Karl Albert Adalbert Julius Pflomm, född 31 juli 1886 i Reutlingen, död 15 februari 1945 i Dresden, var en tysk SS-general och polischef.

## Biografi
Familjen Pflomm utvandrade till USA 1887 där den unge Karl gick i skola. Efter att ha återvänt till Tyskland utbildade sig Pflomm inom konstglasbranschen. Pflomm deltog i första världskriget och dekorerades med Järnkorset av första klassen och Württembergska militärförtjänstmedaljen i guld. Mellan åren 1923 och 1929 var Pflomm innehavare av en glasslipnings- och spegelfabrik.
Pflomm inträdde i SS år 1930 och blev året därpå chef för 13. SS-Standarte Württemberg. Under de följande tre åren var han chef för olika SS-Abschnitte. I december 1934 utnämndes Pflomm till statsråd i Thüringens delstatsparlament och den 20 april 1936 befordrades han till Brigadeführer, den lägsta generalsgraden inom SS, likvärdig med generalmajor. Från mars 1936 till sin död 1945 var Pflomm ledamot av tyska riksdagen.
I juni 1936 utnämndes Pflomm till polischef i Weimar. Året därpå beklädde han motsvarande post i Erfurt och från 1940 till 1945 var han polischef i Dresden. År 1945 hade de allierade tågat in i Tyskland. För att undgå rättvisan sköt då Pflomm sin hustru, sina barn och barnflicka och till sist sig själv.